# مختاري الغزنوي
مختاري الغزنوي هو من شعراء إيران في القرن السادس الهجري.
هو أبو المفاخر سراج الدين عثمان بن محمد، وقيل عمر الحكمي الغزنوي، المشتهر في شعره بعثماني ثم بمختاري. كان من شعراء البلاط الغزنوي ثم انتقل إلى كرمان في خدمة سلاجقة كرمان من آل قاورد. توفي في غزنين سنة 544 هـ، وقيل سنة 554 هـ، وقيل قبل سنة 555 هـ، وقيل توفي سنة 535 هـ.